# Lista Łotyszy w polskiej lidze żużlowej
Zawodnicy z Łotwy w lidze żużlowej w Polsce
Uwaga! Niektórzy z zawodników mimo podpisanych umów nie wystąpili w żadnym oficjalnym meczu ligowym swoich drużyn.
(nazwiska w kolejności alfabetycznej)
| Nazwisko | Klub                      | Rok       |
| --- | ------------------------- | --------- |
| Aleksandrs Biznia, ur. 1973 | Iskra Ostrów Wielkopolski | 1993      |
| Aleksandrs Biznia, ur. 1973 | Wanda Kraków              | 1999      |
| |                           |           |
| Maksims Bogdanovs, ur. 1989 | Speedway Center Dyneburg  | 2005–2006 |
| Maksims Bogdanovs, ur. 1989 | SK Lokomotīve Dyneburg    | 2007–2009 |
| |                           |           |
| Aleksandrs Dovženko, ur. 1988 – zm. 2005 | Speedway Center Dyneburg  | 2005      |
| |                           |           |
| Vjačeslavs Giruckis, ur. 1989 | Speedway Center Dyneburg  | 2005–2006 |
| Vjačeslavs Giruckis, ur. 1989 | SK Lokomotīve Dyneburg    | 2007–2009 |
| |                           |           |
| Jevgēņijs Karavackis, ur. 1990 | Speedway Center Dyneburg  | 2006      |
| Jevgēņijs Karavackis, ur. 1990 | SK Lokomotīve Dyneburg    | 2007–2009 |
| |                           |           |
| Aleksandrs Ivanovs, ur. 1984 | Speedway Center Dyneburg  | 2005–2006 |
| Aleksandrs Ivanovs, ur. 1984 | SK Lokomotīve Dyneburg    | 2007      |
| |                           |           |
| Nikolajs Kokins, ur. 1963 | Start Gniezno             | 1992–1994 |
| Nikolajs Kokins, ur. 1963 | CemWap Opole              | 1995–1996 |
| Nikolajs Kokins, ur. 1963 | Wanda Kraków              | 1999      |
| Nikolajs Kokins, ur. 1963 | Speedway Center Dyneburg  | 2005–2006 |
| |                           |           |
| Andrejs Koroļevs, ur. 1969 Uzyskał obywatelstwo polskie w połowie roku 1996, od kiedy startuje do zakończenia kariery jako zawodnik krajowy (Andrzej Korolew). | GKM Grudziądz             | 1992–1994 |
| Andrejs Koroļevs, ur. 1969 Uzyskał obywatelstwo polskie w połowie roku 1996, od kiedy startuje do zakończenia kariery jako zawodnik krajowy (Andrzej Korolew). | Unia Leszno               | 1995–2000 |
| Andrejs Koroļevs, ur. 1969 Uzyskał obywatelstwo polskie w połowie roku 1996, od kiedy startuje do zakończenia kariery jako zawodnik krajowy (Andrzej Korolew). | GKM Grudziądz             | 2001      |
| Andrejs Koroļevs, ur. 1969 Uzyskał obywatelstwo polskie w połowie roku 1996, od kiedy startuje do zakończenia kariery jako zawodnik krajowy (Andrzej Korolew). | Wybrzeże Gdańsk           | 2002      |
| Andrejs Koroļevs, ur. 1969 Uzyskał obywatelstwo polskie w połowie roku 1996, od kiedy startuje do zakończenia kariery jako zawodnik krajowy (Andrzej Korolew). | Kolejarz Rawicz           | 2003      |
| Andrejs Koroļevs, ur. 1969 Uzyskał obywatelstwo polskie w połowie roku 1996, od kiedy startuje do zakończenia kariery jako zawodnik krajowy (Andrzej Korolew). | Start Gniezno             | 2004      |
| Andrejs Koroļevs, ur. 1969 Uzyskał obywatelstwo polskie w połowie roku 1996, od kiedy startuje do zakończenia kariery jako zawodnik krajowy (Andrzej Korolew). | Speedway Center Dyneburg  | 2005–2006 |
| Andrejs Koroļevs, ur. 1969 Uzyskał obywatelstwo polskie w połowie roku 1996, od kiedy startuje do zakończenia kariery jako zawodnik krajowy (Andrzej Korolew). | SK Lokomotīve Dyneburg    | 2007–2009 |
| |                           |           |
| Jevgēņijs Kozlovskis, ur. 1988 | SK Lokomotīve Dyneburg    | 2007      |
| |                           |           |
| Dimitrijs Palkovskis, ur. 1983 | Speedway Center Dyneburg  | 2006      |
| |                           |           |
| Leonīds Paura, ur. 1984 | Speedway Center Dyneburg  | 2005–2006 |
| Leonīds Paura, ur. 1984 | SK Lokomotīve Dyneburg    | 2007–2008 |
| |                           |           |
| Ķasts Poudžuks, ur. 1986 | Speedway Center Dyneburg  | 2005–2006 |
| Ķasts Poudžuks, ur. 1986 | Start Gniezno             | 2007      |
| Ķasts Poudžuks, ur. 1986 | SK Lokomotīve Dyneburg    | 2008      |
| |                           |           |
| Vladimirs Voronkovs, ur. 1963 | Apator Toruń              | 1992      |
| Vladimirs Voronkovs, ur. 1963 | Iskra Ostrów Wielkopolski | 1993–1994 |
| Vladimirs Voronkovs, ur. 1963 | JAG Speedway Łódź         | 1995      |
| Vladimirs Voronkovs, ur. 1963 | RKM Rybnik                | 1996–1997 |
| Vladimirs Voronkovs, ur. 1963 | JAG Speedway Łódź         | 1998      |
| Vladimirs Voronkovs, ur. 1963 | ŁTŻ Łódź                  | 1999      |